# Бела, Малгожата
Малгожата Бела (пол. Małgorzata Bela; род. 6 июня 1977 года) — польская модель и актриса. Как подиумная модель дебютировала в 1998 году, участвуя в показах для Comme des Garçons, Givenchy и Balenciaga, а также появившись в нескольких фотосессиях для журнала Vogue. В кино она дебютировала в 2004 году в польском фильме Оно, а в 2018 году снялась в фильме Суспирия режиссера Луки Гуаданьино.

## Биография
Бела родилась в Кракове, Польша, в 1977 году. В детстве она получила классическое образование пианистки, а затем поступила в Варшавский Университет, который окончила по специальности «литература».
В конце 1990-х Бела стала успешной подиумной и фото моделью, появляясь на обложках многих международных изданий Vogue, включая Vogue Italia и Vogue Paris. Lanvin, Valentino, Jil Sander и Versace привлекали ее в свои рекламные кампании.
В 2001 году Бела перешла к актерской карьере. Cыграла ведущую роль в польском фильме Оно (реж. Малгожата Шумовская) и в итальянско-польском произведении Кароль. Человек, ставший Папой Римским о польском папе Иоанне Павле II.
В 2006 она вернулась в индустрию моды, появляясь в рекламных кампаниях домов Lanvin, Louis Vuitton, Chloé, Jil Sander, Donna Karan и Marc by Marc Jacobs, а также для ретейлеров H&M, Barneys. и Zara.
Бела появилась в Календаре Пирелли в 2009 году. Она сделала фотосессию на Хэллоуин для Harper’s Bazaar с фотографом Тимом Уолкером и режиссером Тимом Бертоном. В апреле 2011 года появилась на обложке Vogue Turkey, снятая фотографом Джунейтом Акероглу. Также в 2011 году Малгожата во второй раз приняла участие в Календаре Пирелли для 2012 года.
Бела входит в рейтинг икон модельного бизнеса по версии сайта models.com.

## Награды
- Приз за лучшую женскую роль в номинации «Непрофессиональный исполнитель роли» на V Международном фестивале актёров кино «Стожары» в Киеве (2005) — за фильм «Оно».